# NGC 5049
NGC 5049 est une galaxie lenticulaire vue par la tranche et située dans la constellation de la Vierge. Sa vitesse par rapport au fond diffus cosmologique est de 3 339 ± 29 km/s, ce qui correspond à une distance de Hubble de 49,2 ± 3,5 Mpc (∼160 millions d'al). NGC 5049 a été découverte par l'astronome germano-britannique William Herschel en 1785.
À ce jour, une mesure non basée sur le décalage vers le rouge (redshift) donne une distance d'environ 39,300 Mpc (∼128 millions d'al). Cette valeur est à l'extérieur des valeurs de la distance de Hubble. Notons cependant que c'est avec la valeur moyenne des mesures indépendantes, lorsqu'elles existent, que la base de données NASA/IPAC calcule le diamètre d'une galaxie et qu'en conséquence le diamètre de NGC 5049 pourrait être d'environ 26,7 kpc (∼87 100 al) si on utilisait la distance de Hubble pour le calculer.

## Groupe de NGC 5044
NGC 5049 est une galaxie brillante dans le domaine des rayons X et elle fait partie du groupe de NGC 5044. Ce groupe de galaxies comprend au moins 17 autres galaxies brillantes également dans le domaine des rayons X soit NGC 5017, NGC 5030, NGC 5031, NGC 5044, IC 863, NGC 5044-1, LEDA 83813, LEDA 83798, UGCA 338, MCG -3-34-41, MCG -3-34-20, MCG -3-34-14, MCG -3-34-04, LCSBS1851O, SGC 1317.2-1702 et SGC 1316.2-1722.
Ce même groupe est aussi mentionné dans un article publié par A.M. Garcia en 1993, mais il ne comprend que neuf galaxies. Une nouvelle galaxies qui ne brillent pas dans le domaine des rayons X y apparaît, soit MCG -3-33-31. Les huit autres galaxies de la liste de Garcia font toutes partie de celle de Sengupta et Balasubramanyam, mais certaines ont des désignations différentes, soit MCG -2-34-10 (UGCA 338) et PGC 46042 (SGC 1316.2-1722).